# Kazachse voetbalbeker 1994
1994 was het derde seizoen van de Beker van Kazachstan. De 27 deelnemende ploegen streden van 31 mei t/m 7 november in een knock-outsysteem. Alle rondes (behalve de finale) bestonden uit een heen- en een terugwedstrijd.

## Eerste ronde
De wedstrijden werden gespeeld op 31 mei, 1 juni, 17, 20, 21 & 30 juli 1994.
| Thuisclub                  | Uitslag | Uitslag | Uitclub                  |
| -------------------------- | ------- | ------- | ------------------------ |
| Aktyubïnec FK Aktyubïnsk   | 1-0     | 2-1     | Qayrat FK Almatı         |
| Aqtöbe-Ferro FK Aktyubïnsk | 2-2     | 2-4     | Munayşı Aqtaw FK         |
| Batır FK Ekibastuz         | 1-2     | 1-2     | Xïmïk FK Kustanay        |
| Bolat FK Temirtaw          | 1       |         | Cesna FK Aqmola          |
| Elimay FK Semey            | 1-0     | 2-3     | Taraz FK Jambıl          |
| Gornyak FK Xromtaw         | 2-0     | 1-2     | Kökşetaw FK              |
| Jiger FK Şımkent           | 10-1    | 1-2     | Esil FK Aqmola           |
| Namıs FK Almatı            | 2       |         | Qaysar FK Qızılorda      |
| Qaynar FK Taldıqorğan      | 2-0     | 3       | Qaraşığanaq FK Aqsay     |
| Şaxter FK Qarağandı        | 4       |         | Aqsu FK Belıe Vodı       |
| Yassı FK Turkistan         | 3-0     | 1-1     | Jalın FK Şımkent         |
| vrijgeloot                 |         |         | Ansat FK Pavlodar        |
| vrijgeloot                 |         |         | Eñbek FK Jezqazğan       |
| vrijgeloot                 |         |         | SKÏF-Ordabası FK Şımkent |
| vrijgeloot                 |         |         | Uralec-ARMA FK Oral      |
| vrijgeloot                 |         |         | Vostok FK Öskemen        |

1 Cesna FK Aqmola trok zich terug.
2 Qaysar FK Qızılorda trok zich terug.
3 Qaynar FK Taldıqorğan trok zich vóór het tweede duel terug.
4 Aqsu FK Belıe Vodı trok zich terug.

## Achtste finale
De wedstrijden werden gespeeld op 1, 3, 4 augustus & 20 september 1994.
| Thuisclub                | Uitslag | Uitslag | Uitclub             |
| ------------------------ | ------- | ------- | ------------------- |
| Aktyubïnec FK Aktyubïnsk | 5-1     | 2-1     | Xïmïk FK Kustanay   |
| Ansat FK Pavlodar        | 5       |         | Eñbek FK Jezqazğan  |
| Bolat FK Temirtaw        | 2-2     | 6       | Munayşı Aqtaw FK    |
| Jiger FK Şımkent         | 2-0     | 1-0     | Elimay FK Semey     |
| Qaraşığanaq FK Aqsay     | 7       |         | Vostok FK Öskemen   |
| SKÏF-Ordabası FK Şımkent | 8       |         | Uralec-ARMA FK Oral |
| Şaxter FK Qarağandı      | 9       |         | Namıs FK Almatı     |
| Yassı FK Turkistan       | 3-0     | 3-2     | Gornyak FK Xromtaw  |

5 Eñbek FK Jezqazğan trok zich terug.
6 Bolat FK Temirtaw trok zich vóór het tweede duel terug.
7 Qaraşığanaq FK Aqsay trok zich terug.
8 Uralec-ARMA FK Oral trok zich terug.
9 Namıs FK Almatı trok zich terug.

## Kwartfinale
De wedstrijden werden gespeeld op 21 september, 5, 8 10, 21 & 22 oktober 1994.
| Thuisclub                | Uitslag | Uitslag | Uitclub                  |
| ------------------------ | ------- | ------- | ------------------------ |
| Aktyubïnec FK Aktyubïnsk | 3-1     | 1-2     | SKÏF-Ordabası FK Şımkent |
| Ansat FK Pavlodar        | 0-0     | 0-3     | Vostok FK Öskemen        |
| Jiger FK Şımkent         | 0-0     | 0-1     | Şaxter FK Qarağandı      |
| Yassı FK Turkistan       | 3-3     | 10      | Munayşı Aqtaw FK         |

10 Yassı FK Turkestan trok zich vóór het tweede duel terug.

## Halve finale
De wedstrijden werden gespeeld op 29 oktober & 3 november 1994.
| Thuisclub                | Uitslag | Uitslag | Uitclub             |
| ------------------------ | ------- | ------- | ------------------- |
| Aktyubïnec FK Aktyubïnsk | 3-0     | 4-0     | Munayşı Aqtaw FK    |
| Vostok FK Öskemen        | 1-1     | 2-1     | Şaxter FK Qarağandı |

## Finale
|                 |                     |       |                          |                                                                                |
| 7 november 1994 | Vostok FK Öskemen   | 1 - 0 | Aktyubïnec FK Aktyubïnsk | Almatı Ortalıq Stadïon Toeschouwers: 1.000 Scheidsrechter: A. Kulakov (Almaty) |
| 7 november 1994 | Andrey Avdeenko 73' | KFF   |                          | Almatı Ortalıq Stadïon Toeschouwers: 1.000 Scheidsrechter: A. Kulakov (Almaty) |